# Amiga 500+
Amiga 500+ – komputer wprowadzony na rynek w 1991 roku przez firmę Commodore International jako rozbudowana wersja popularnej A500. Był to w dalszym ciągu komputer o zamkniętej architekturze (użyto też obudowy A500), co ograniczało znacznie możliwości jego dalszej rozbudowy. W A500+ zastosowano nowy układ graficzny zwany ECS (Enhanced Chip Set). Rozszerzono pamięć RAM do 1 MB i zainstalowano nowszy AmigaOS w wersji 2.04 oraz zegar czasu rzeczywistego. Zastosowano ten sam procesor co w poprzedniczce (Motorola MC68000 z zegarem 7,16 MHz). A500+ w dalszym ciągu nie posiadała kontrolera dysku twardego, choć istniała możliwość podłączenia takiego poprzez boczne złącze rozszerzeń. A500+ nie była obecna długo na rynku (był to najkrócej produkowany model Amigi), ponieważ firma Commodore zaledwie pół roku później wprowadziła nowszy model Amiga 600.